# Karl Ernst Strothmann
Karl Ernst Strothmann (* 22. November 1928 in Bielefeld; † 12. Juli 2021) war ein deutscher Politiker und Landtagsabgeordneter (CDU).

## Leben und Beruf
Nach dem Besuch der Volksschule und des Gymnasiums absolvierte er eine kaufmännische Ausbildung und war bis 1953 in diesem Beruf tätig. Ab 1954 war er bei verschiedenen Verbänden beschäftigt, so zum Beispiel als Geschäftsführer des Einzelhandelsverbandes Ostwestfalen.
Der CDU gehörte Strothmann seit 1960 an. Er war in zahlreichen Parteigremien tätig, unter anderem als Vorsitzender des CDU-Stadtverbandes Gütersloh.

## Abgeordneter
Vom 30. Mai 1985 bis zum 31. Mai 1995 war Strothmann in der zehnten und elften Wahlperiode Mitglied des Landtags des Landes Nordrhein-Westfalen. Er zog jeweils über die Landesliste seiner Partei in den Landtag ein.
Dem Rat der Stadt Gütersloh gehörte er von 1961 bis 1994 an und war von 1985 bis 1994 Gütersloher Bürgermeister. Von 1983 bis 1984 war er Mitglied im Kreistag des Kreises Gütersloh.